# 紅豆杉科
紅豆杉科是松柏目下的一個科，其中包括7個屬，約30種植物。
紅豆杉科物種多是分枝的小喬木和灌木。是常綠樹種，葉螺旋狀排列，呈線形至披針形，底面有淡綠色或白色的氣孔帶。雌雄異株，很少雌雄同株。種子堅果狀，包於肉質假種皮內。成熟的假種皮顏色鮮豔，柔軟，多汁，甜，吸引鳥進食，然後透過糞便把種子傳播到其他地方。然而，種子對人體有毒，含劇毒物質紫杉鹼和紫杉醇。

## 分佈
除了新喀里多尼亞產的穗花澳大利亞杉屬一種產於南半球外，其他分別分佈在北半球的溫帶至亞熱帶地區。

## 分類
紅豆杉科有不同的分類方法。臺灣物種名錄將其分類為維管束植物門裸子植物亞門松綱松亞綱柏目。

## 外部連結
紅豆杉科 （页面存档备份，存于）
紅豆杉品種介紹 （页面存档备份，存于）